# Pan-Afrikaanse orogenese
De Pan-Afrikaanse orogenese was een fase in het ontstaan van de continenten, waarvan de sporen zijn teruggevonden in Afrika, Zuid-Amerika, Antarctica, delen van Zuid-Europa en Centraal-Azië, India, en Australië. De Pan-Afrikaanse orogenese duurde van rond 870 tot 550 miljoen jaar geleden, in het late Proterozoïcum en vroege Paleozoïcum. Door het samenkomen van verschillende kratons ontstond het grote paleocontinent Gondwana.
De Pan-Afrikaanse orogenese was geen enkele gebeurtenis, maar een serie van orogeneses en continentale accreties. Naast het samenkomen van de kratons van Afrika, Zuid-Amerika en Antarctica kunnen ook de Cadomische orogenese in Zuid-Europa en de Baikalorogenese in Centraal-Azië als onderdeel van deze serie gebeurtenissen worden beschouwd. De kratons worden omringd en van elkaar gescheiden door een netwerk van orogene gordels, dat ontstond door het sluiten van de verschillende oceanen. 
Er zijn problemen met de conclusie dat alle orogene gordels uit het Neoproterozoïcum in dezelfde serie gebeurtenissen ontstonden. De orogene gordels zijn namelijk niet altijd vergelijkbaar in alle gebieden die ooit tot Gondwana behoorden. Sommige gordels bestaan uit terreinen uit het Neoproterozoïcum die typisch zijn voor de middelste en hogere delen van de aardkorst. Er zijn sedimenten typisch voor de passieve marge of eilandbogen, ofiolieten, en intrusies met een granitoïdische samenstelling. Al deze gesteenten hebben typisch een lichte graad van metamorfose ondergaan. De geologische opbouw van deze gordels komt overeen met die van jongere (Fanerozoïsche) gebergtegordels en daarom kan voorzichtig worden geconcludeerd dat ze ontstonden door subductie of continentale collisie. 
Andere orogene gordels die worden toegeschreven aan de Pan-Afrikaanse orogenese bestaan uit terreinen uit de middelste en onderste delen van de aardkorst. Voorbeelden zijn de Zambezigordel en Mozambiquegordel in het zuiden en oosten van Afrika. De terreinen in deze gordels bestaan uit gesteenten van hogere ouderdom (tot in het Archeïcum), die tijdens de Pan-Afrikaanse orogenese in het Neoproterozoïcum meerdere fases van metamorfose hebben ondergaan. De correlatie met Antarctica en Zuid-Amerika stuit op verschillende problemen.